# Агапит (Вознесенский)
Ага́пит (в миру Семён Са́ввич Вознесе́нский; 1793, Козельск, Калужское наместничество — 1 [13] января 1854, Москва) — архиерей Русской Православной Церкви, епископ Томский и Енисейский.

## Биография
Родился в 1793 году в семье священника Калужской епархии.
В 1815 году, по окончании курса Калужской духовной семинарии, поступил в Санкт-Петербургскую духовную академию.
В 1819 году окончил академию со степенью кандидата богословия и был определён профессором Полтавской духовной семинарии.
14 сентября 1821 года пострижен в монашество. 1 октября 1821 года рукоположён во иеродиакона, 9 октября 1821 года — во иеромонаха.
С 1 сентября 1823 года — инспектор Полтавской духовной семинарии.
С 21 января 1826 года — ректор в Тульской духовной семинарии.
11 апреля 1826 года возведён в сан архимандрита и назначен настоятелем Белёвского Спасо-Преображенского мужского монастыря.
С 27 февраля 1829 года — ректор Астраханской семинарии и настоятель Астраханского Спасо-Преображенского монастыря.
С 22 сентября 1831 года — ректор Тамбовской духовной семинарии.
29 апреля 1832 года переведён в Черниговскую семинарию.
12 августа 1834 года хиротонисан во епископа Томского.
Строгий монах в личной жизни, он не способен был угождать людям и потворствовать слабостям. Митрополит Московский Филарет, рукополагавший его во епископа, уважал в нём человека благочестивой жизни и всегда оказывал ему поддержку, особенно в трудных обстоятельствах его жизни, например, когда в епархии не полюбили строгого к себе и другим архипастыря и на него стали поступать жалобы в Св. Синод. Под влиянием митрополита Филарета, обер-прокурор Св. Синода граф Протасов поручил епископу Камчатскому Иннокентию (Вениаминову) при поездке его через Сибирь в свою епархию собрать и доставить сведения о причине жалоб на Агапита.
Местные власти, светское общество и духовенство не поддерживали энергичные попытки епископа Агапита ввести в епархии порядки, установившиеся в Европейской России.
10 июня 1841 года по собственному прошению уволен на покой в Воскресенский Новоиерусалимский монастырь с правом управления им и назначен членом Московской Синодальной Конторы.
Будучи членом Московской синодальной конторы, преосвященный Агапит состоял во главе официально назначенной следственной комиссии по доносу на протоиерея Г. П. Павского, законоучителя, профессора Санкт-Петербургской духовной семинарии.
2 марта 1850 года переведён в Московский Новоспасский монастырь, а 30 июня 1852 года — в Донской Богородичный монастырь.
Скончался 1 января 1854 года.
Похоронен в Донском монастыре, в старом соборе.

## Литератрура
- Яхонтов И. К истории Томской епархии: О первом Томском епископе преосвященном Агапите // Томские еархальные ведомости. 1884. — 15 авг. — № 16. — С. 1-6.
- Агапит (Вознесенский) // Русский биографический словарь : в 25 томах. — СПб., 1896. — Т. 1: Аарон — император Александр II. — С. 50.
- Богданова Т. А. Агапит // Православная энциклопедия. — М., 2000. — Т. I : А — Алексий Студит. — С. 227-228. — 752 с. — 40 000 экз. — ISBN 5-89572-006-4.